# Discitoceras
Discitoceras is een geslacht van uitgestorven mollusken, dat leefde tijdens het Vroeg-Carboon.

## Beschrijving
Deze nautiloide koppotige had een los gespiraliseerde schelp met een sculptuur, die was samengesteld uit fijne, dicht opeenstaande spiraalribben, een wijde navel en een afgeronde buikzijde. De diameter van de schelp bedroeg ongeveer vijftien centimeter.

## Leefwijze
Dit carnivore, mariene geslacht bewoonde diepe wateren in de buurt van algenriffen. Het was waarschijnlijk geen goede zwemmer.